# دانشگاه مدرس هند
دانشگاه مَدرَس در چنای هند قرار دارد و یک دانشگاه دولتی است که در ۱۸۵۷ تأسیس گردیده است.